# Ninan Cuyuchi
Ninan Cuyuchi (... – Tumibamba, 1526) è stato un principe inca.
Si tratta del principe Inca designato ad ereditare il titolo di Qhapaq Inca (imperatore) alla morte del padre, il sovrano Huayna Cápac, deceduto intorno al 1526.
Poco si sa della vita di questo candidato al trono degli Inca e le notizie che ci sono state tramandate sono, spesso, contrastanti e confuse.
Sappiamo con certezza che non giunse a consolidare il suo diritto al trono in quanto morì, pochi giorni dopo la sua designazione, in conseguenza dello stesso morbo che aveva colpito il suo augusto genitore e che gli storici moderni identificano come un'epidemia di vaiolo.
L'età di Ninan Cuyuchi, al momento della sua scomparsa, è avvolta nel mistero.

La maggior parte degli scrittori spagnoli dell'epoca hanno raccolto una versione che lo vuole giovanissimo, addirittura un lattante secondo alcuni, e imputano la sua scelta, a erede designato, al delirio di Huayna Capac che, ormai in agonia, non sarebbe più stato in condizioni di intendere e di volere. Secondo questi racconti, il sovrano, sentendosi in fin di vita, avrebbe indicato in Ninan Cuyuchi il suo successore, ma gli emissari inviati a portare la notizia della sua elezione al principe lo trovarono morto e quando riguadagnarono Quito scoprirono che, parimenti, era deceduto Huayna Capac. Il luogo della sua morte ci è ignoto, ma non doveva essere molto lontano da Quito, probabilmente a Tumibamba, dal momento che, secondo quanto risulta, gli emissari dell'Inca morente compirono, in circa tre giorni, il percorso, di andata e ritorno, dal capezzale di Huayna Capac a quello del suo potenziale erede. 
Gli autori indigeni delle "Informaciones a Vaca de Castro" sostengono invece che Ninan Cuyuchi, già uomo fatto, sarebbe stato colpito dalla malattia, che doveva essergli fatale, mentre si apprestava a contrastare il fratello Huáscar che, padrone del Cuzco stava per impadronirsi del regno.
Non conosciamo con esattezza il lignaggio di Ninan Cuyuchi, ma la madre doveva essere una principessa di sangue reale, altrimenti la sua elezione non sarebbe stata giustificata. Guaman Poma de Ayala la identifica in una nobile del Cuzco, della stirpe Cayac, ma Bernabé Cobo, invece, la riconosce nella principessa Cusirimay, la prima moglie ufficiale di Huayna Capac, il che farebbe di Ninan Cuyuchi il legittimo erede al trono degli Inca.
La sua scomparsa concorse indirettamente a creare i presupposti per le funeste guerre civili che evrebbero insanguinato l'impero degli Inca e lo avrebbero consegnato nelle mani degli invasori spagnoli.